# کشتی بیمارستانی

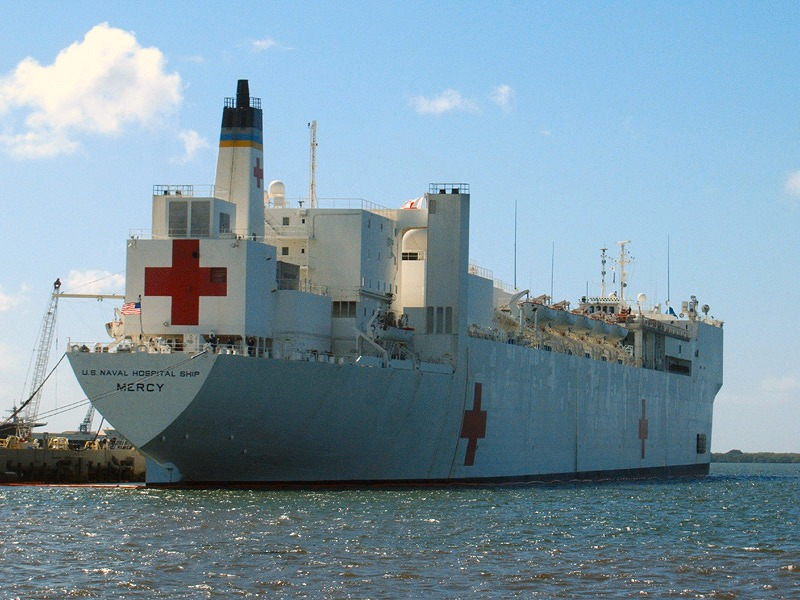
یواس‌ان‌اس مرسی (T-AH-19).

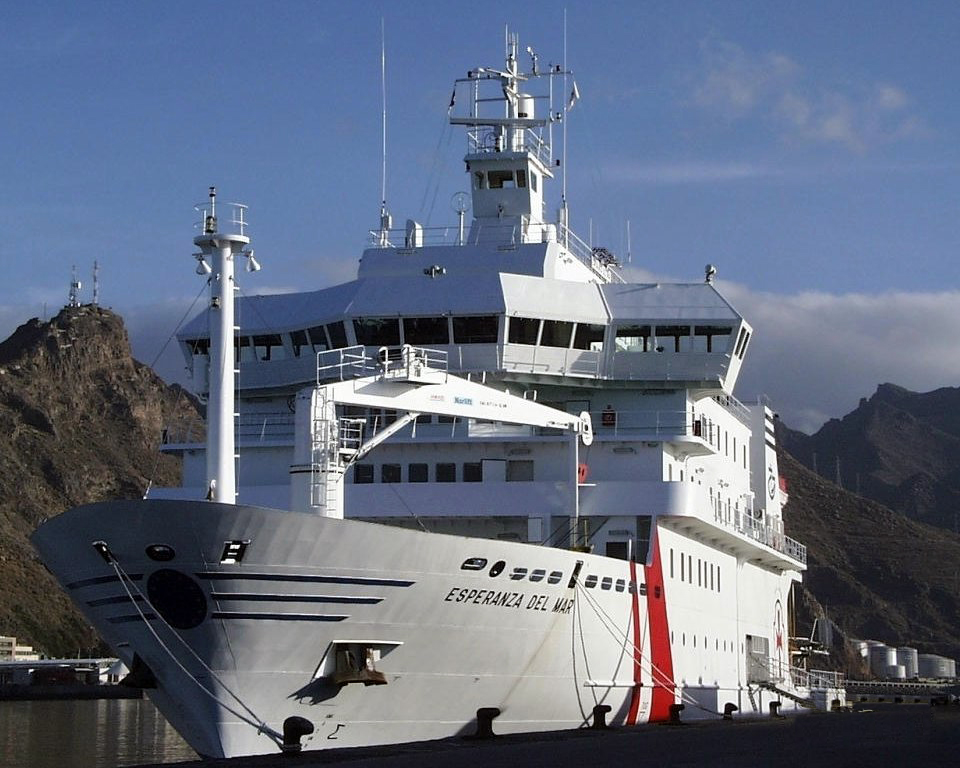
اسپرانزا دل مار، در خدمت وزارت کار اسپانیا.

کشتی بیمارستانی گونه‌ای از کشتی است که کارکرد اصلی آن به عنوان تأسیسات پزشکی و بیمارستانی است.
بیشتر این کشتی‌ها در نزدیکی مناطق جنگی یا در همراهی با نیروهای دریایی کشورها در سراسر جهان کاربرد دارند.
گشودن آتش به سوی کشتی بیمارستانی عموماً به عنوان جنایت جنگی به‌شمار می‌آید.
کارکرد این شناورها درمان و جابه‌جایی سربازان و شهروندان زخمی تا هنگام رساندن آن‌ها به بیمارستان‌های ارتشی یا غیرنظامی در خشکی است.
نخستین کشتی بیمارستانی جهان رد روور (Red Rover) نام داشت که از آن در سال ۱۸۶۰ در جنگ داخلی آمریکا بهره جستند.
از کشتی‌های بیمارستانی در آب‌های جهان برای مأموریت‌های بشردوستانه نیز بهره می‌گیرند و از این‌رو برای آن‌ها نام کشتی نیکوکاری نیز به‌کار رفته‌است.
برای کشتی‌های بیمارستانی گاه نام‌هایی هم‌چون آمبولانس نیروی دریایی و آمبولانس شناور نیز به‌کار می‌رود.

## تاریخچه

### نمونه‌های اولیه

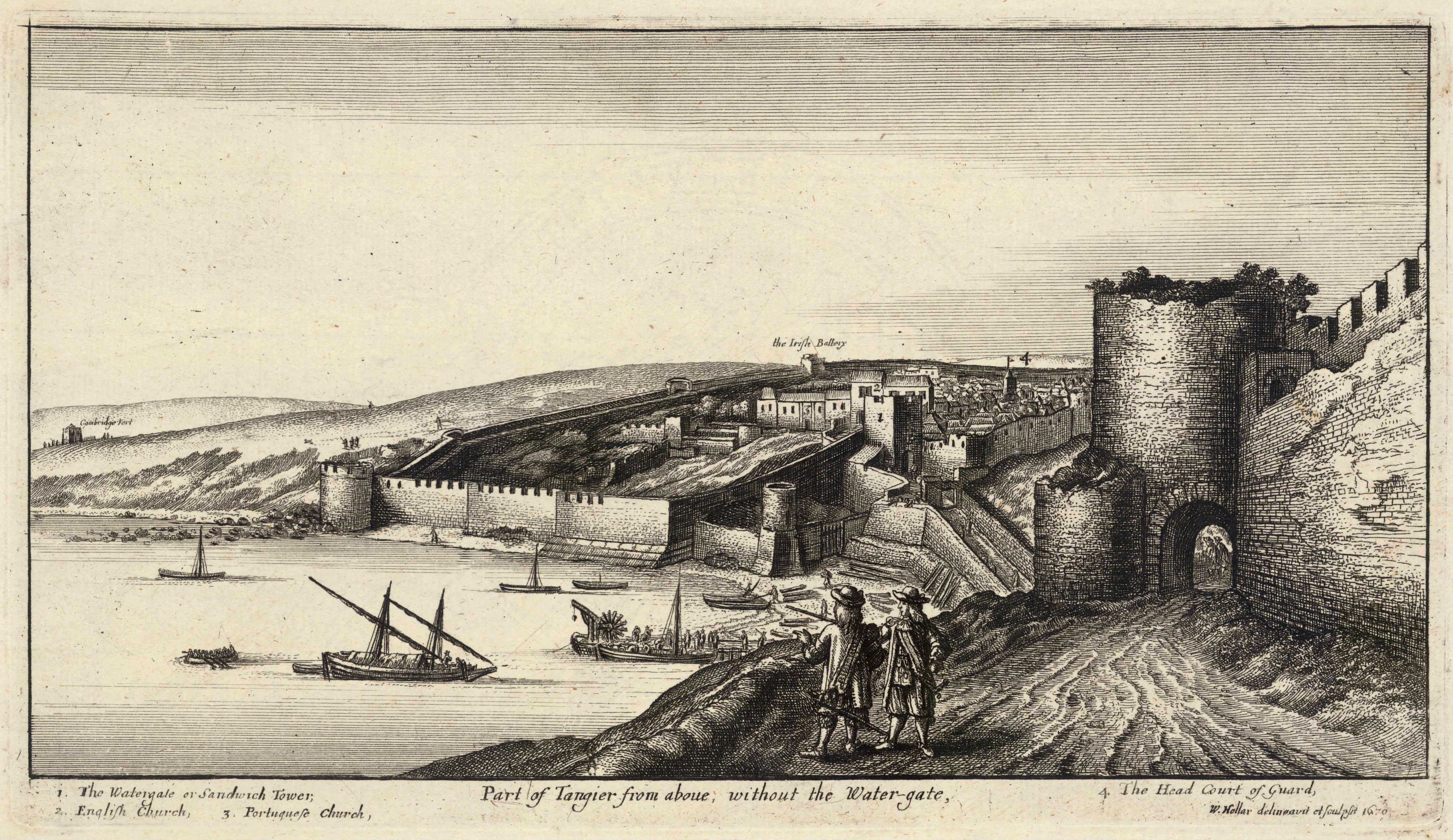
در دهه ۱۶۸۰ کشتی های بیمارستانی برای تخلیه بندر استفاده می شدند.

کشتی‌های بیمارستانی احتمالاً در زمان باستان وجود داشته‌است. نیروی دریایی آتنین یک کشتی بنام تراپیا و نیروی دریایی روم کشتیی بنام اسکولاپیوس داشت. اسامی این کشتی‌ها چنین دلالت می‌کنند که آنها کشتی‌های بیمارستانی بوده‌اند.
اولین کشتی بیمارستانی بریتانیایی احتمالا کشتی گودویل بود که در ۱۶۰۸ در دریای مدیترانه یک اسکادران نیروی دریایی را همراهی می‌کرد و برای بستری کردن بیمارانی که از کشتی‌های دیگر فرستاده می‌شدند استفاده می‌شد.

## استفاده در جنگ جهانی
در جنگ های جهانی اول و دوم کشتی های بیمارستانی ابتدا در مقیاس وسیع  به کار برده می شدند. بسیاری از  کشتی های مسافربری به کشتی های بیمارستانی تبدیل شدند. آٰ ام اس آکیتانیا و اچ‌ام‌اچ‌اس بریتانیک دو کشتی معروف بودند که که به این کار گذاشته شدند.
در انتهای جنگ جهانی اول نیروی دریایی سلطنتی بریتانیا 77 فروند از این کشتی ها داشت. در نبرد گالیپولی از کشتی برای تخلیه 100.000 مجروح جنگی از مصر استفاده شد.

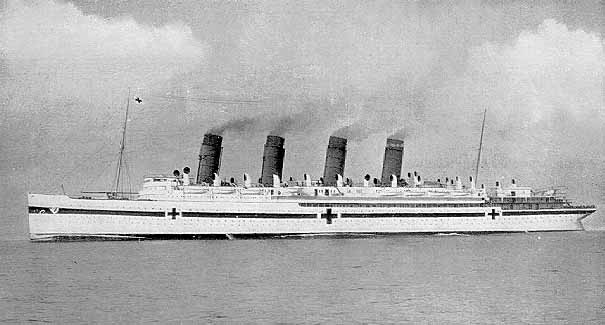
استفاده از کشتی سلطنتی موریتانیا به عنوان کشتی بیمارستانی در جنگ جهانی اول

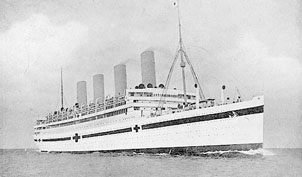
کشتی سلطنتی آکیتانیا در خدمت بیمارستان در جنگ جهانی اول